# Inondazione di Santa Elisabetta (1404)
L'inondazione di Santa Elisabetta (in olandese Sint-Elisabethsvloed), avvenuta il 19 novembre 1404, e conosciuta anche come prima inondazione di Santa Elisabetta per distinguerla da quella avvenuta nello stesso giorno dell'anno 1421, interessò le zone costiere del Mare del Nord in seguito ad una mareggiata che colpì le coste degli attuali Paesi Bassi e Belgio, in particolare, delle Fiandre, della Zelanda e dell'Olanda.
Prende il nome da Santa Elisabetta d'Ungheria, festeggiata, fino al 1969, il 19 novembre. 
L'area delle Fiandre zelandesi, era già stata inondata in maniera molto grave nel 1375. A seguito di questa inondazione si venne a creare lo Zuudzee attorno a quale vennero costruite dighe e realizzati polder sui quali nacquero nuovi villaggi. Con l'inondazione del 1404 tutto questo venne distrutto e città circostanti quali IJzendijke e Hugevliet, risparmiate dagli eventi del 1375, furono inghiottite dalle acque.